# Radkovy
Radkovy är en ort i Tjeckien. Den ligger i regionen Olomouc, i den östra delen av landet, 240 km öster om huvudstaden Prag. Radkovy ligger 248 meter över havet och antalet invånare är 179.
Terrängen runt Radkovy är platt västerut, men österut är den kuperad.Runt Radkovy är det ganska tätbefolkat, med 160 invånare per kvadratkilometer. Närmaste större samhälle är Přerov, 12,0 km väster om Radkovy. Trakten runt Radkovy består till största delen av jordbruksmark.